# Twin Famicom
Twin Famicom (ツインファミコン, Tsuinn Famikon) és una videoconsola de sobretaula fabricada per Sharp Corporation el 1986 i que només va sortir al Japó. Es tracta d'un producte llicenciat per Nintendo que combina la Family Computer (Famicom) i la Famicom Disk System en una sola peça de maquinari.

## Característiques
Les parts bàsiques de la Twin Famicom inclouen una ranura per a cartutxos de Famicom, una altra per a disquets de la Disk System, un interruptor situat just sota la ranura per a cartutxos per canviar entre un format i l'altre, i un botó per a encendre, resetejar o extreure. A part dels dos comandaments -que no es poden desconnectar-, la part del darrere inclou ranures per a altres comandaments, tot i que no es coneix l'existència de dispositius creats per a tres d'ells. No es poden utilitzar cartutxos i disquets alhora.
A diferència de la Famicom, que utilitzava un modulador de radiofreqüència, la Twin Famicom utilitza connectors RCA per a vídeo compost i so monoaural, generant una imatge NTSC de major qualitat en televisors i monitors compatibles. La consola ve amb un modulador RF extern per connectar-se al televisor.
A diferència de la Famicom que només es va vendre en un sol color, la Twin Famicom es va vendre en dos estils: vermell amb detalls negres i negre amb detalls vermells. El 1987, una segona versió modificava el disseny i incloïa botons turbo i dos estils: negre amb detalls verds i vermell amb detalls beige.

### Especificacions
- Processador principal: Ricoh 2A03 a 1.79 MHz
- RAM: 2 KB de work RAM, 2 KB de video RAM, 32 KB de work RAM en mode FDS, 8 KB de video RAM en mode FDS
- ROM: BIOS de FDS i ranura de 60 pins per a cartutxos
- Àudio: Sis veus; dos canals pulse wave, un canal triangle, un canal de soroll, un canal PCM, un canal de taula d'ones 6-bit.
- Gràfics: Ricoh 2C02; 256×240 píxels, 64 sprites, pot mostrar 25 colors de 53